# Lachaussée-du-Bois-d'Écu
 Lachaussée-du-Bois-d'Écu  es una población y comuna francesa, en la región de Picardía, departamento de Oise, en el distrito de Beauvais y cantón de Crèvecœur-le-Grand.

## Demografía
| 167 | 157 | 148 | 139 | 144 | 166 |
| Para los censos de 1962 a 1999 la población legal corresponde a la población sin duplicidades (Fuente: INSEE [Consultar]) |     |     |     |     |     |